# Casas de Lázaro
Casas de Lázaro é um município da Espanha na província de Albacete, comunidade autónoma de Castilla-La Mancha, de área 112,47 km² com população de  habitantes (2004) e densidade populacional de 3,75 hab/km².

## Demografia
| Variação demográfica do município entre 1991 e 2004 | Variação demográfica do município entre 1991 e 2004 | Variação demográfica do município entre 1991 e 2004 | Variação demográfica do município entre 1991 e 2004 |
| --------------------------------------------------- | --------------------------------------------------- | --------------------------------------------------- | --------------------------------------------------- |
| 1991                                                | 1996                                                | 2001                                                | 2004                                                |
| 524                                                 | 455                                                 | 413                                                 | 422                                                 |